# 冬至 (网络剧)
《冬至》是2024年12月20日在爱奇艺恋恋剧场上线播出，悬疑、爱情类網絡劇，由于中中、易勇、徐棱棱执导。改编自凝陇的同名网络小说。讲述刑警江成屹和麻醉医生陆嫣“破镜重圆”的爱情故事。

## 剧情概要
剧情在江成屹、陆嫣的当下和八年前交叉来回。八年前的大学时期，江成屹、陆嫣是一对恋人。两人因陆嫣闺蜜邓蔓的离奇死亡而分手。八年后，两人又在陆嫣工作的医院重逢。
江成屹、陆嫣重逢后，跟踪、死亡案件却再度发生。陆嫣的好友汪倩倩遇害，危机层层升级。两人携手攻破这一连环杀人案，并解开误会，最终破镜重圆。

## 演员阵容
| 演员   | 角色   | 简介 | 备注     |
| ------ | ------ | --- | -------- |
| 黃景瑜 | 江成屹 | 刑警。大学期间，与陆嫣交往，後突然被分手陆嫣，8年後再次相遇。                                                                                |          |
| 孙千   | 陆嫣   | 麻醉医生。大学期间，与江成屹交往。突然因為未知原因分手，原本活泼的性格，因邓蔓离世变得内向，8年後再次與江成屹相遇。。                        |          |
| 施詩   | 喻正   | 犯罪心理学家。 |          |
| 王天辰 | 文鹏   | 陆嫣師哥,喜歡陆嫣。 |          |
| 肖凯中 | 禹柏枫 | 藝人,喜歡喻正。。 |          |
| 管梓净 | 大钟   | 唐洁的丈夫,与江成屹是好兄弟。 |          |
| 林乐炫 | 丁婧   | 野蛮霸道的千金小姐。学生时期，即是江成屹的爱慕者。多年追求江成屹，屡次被拒。                                                                 |          |
| 李嘉琦 | 唐洁   | 女老板。大钟的妻子。 | 特别出演 |
| 何泓姗 | 邓蔓   | 陆嫣的大学时期的闺蜜。警方将邓蔓的离世，以自杀结案。邓蔓离世前，曾告诉陆嫣自已喜欢江成屹。她的离世造成陆嫣的心理阴影，以至陆嫣与江成屹分手。 | 特别出演 |
| 章涛   | 周志成 | 对妻子阴狠，有控制欲。 |          |
| 印小天 | 韩院长 | |          |
| 刘敏   | 江母   | 江成屹母亲 |          |
| 张晞临 | 江父   | 江成屹父亲 |          |
| 田玲   | 陸母   | 陸嫣母親 |          |
| 宋家腾 | 劉宇明 | |          |
| 安唯綾 | 喬芮   | 麻醉科護士長，陸嫣的同事 |          |
| 周予天 | 黄炜   | 陸嫣的同事 |          |
| 施羽   | 刑局   | |          |
| 黑泽   | 劉浩   | 刑偵大隊刑警，江成屹的同事 |          |
| 贝勒   | 秦跃   | 刑偵大隊刑警，江成屹的同事 |          |
| 蔡尧   | 雷一鳴 | 刑偵大隊刑警，江成屹的同事 |          |
| 姜卓君 | 汪倩倩 | 陆嫣的闺蜜。后遇害离世。 |          |
| 麻骏   | 文父   | 文鹏父親 |          |

## 網路劇歌曲
| 曲序 | 曲目                     |                | 作曲                                         | 演唱   |
| ---- | ------------------------ | -------------- | -------------------------------------------- | ------ |
| 1.   | 想念你想我（片頭曲）     | 周興哲、吳易緯 | 周興哲                                       | 周興哲 |
| 2.   | 白日斷夜（片尾曲）       | 吳易緯         | 吳易緯、鄭心慈、李咏恩、柴郡猫、NOH JI YOUNG | 黃景瑜 |
| 3.   | 永不结束的情人節（插曲） | 吳易緯         | 周興哲                                       | 周興哲 |
| 4.   | 親愛的陌生人（插曲）     | 吳易緯         | 鄭心慈、林颉                                 | 鄭沐晴 |
| 5.   | 喜歡你的樣子（插曲）     | 吳易緯         | 周興哲                                       | 王赫野 |

## 制作、播出
凝陇的原著小说《冬至》曾登榜晋江文学城年度悬疑爱情榜单第一名。
2023年11月3日，剧集开机拍摄，并发布概念海报、公布主演阵容。宣传资料显示拍摄周期为100天。11月13日之前，曾在上海建桥学院取景拍摄。11月12日，有网友在短视频平台发布消息称“剧组人员用激光笔扫射驱赶学生”，引起网络关注。13日，剧组已完成拍摄离开。剧组工作人员赵先生接受《红星新闻》采访解释，12日晚拍摄时，因为晚上光线不好，剧组工作人员离定点位置太远，只有用激光笔的方式给演员规定拍摄范围，并非以此驱赶学生，可能是围观的人不了解情况就产生了误解。
2024年2月3日，剧集官宣杀青并发布演员阵容。官方微博账号配文：“冬日重逢，别来无恙；爱与梦想，皆与你年岁共往。”
2024年12月24日，剧集在爱奇艺上线。12月26日起，每日更新2集。2025年1月2日开始，每日更新1集。播出后，剧集成为淘票票灯塔专业版全网正片播放量網絡劇前三位、抖音热度周冠、猫眼网络剧热度月榜top1。爱奇艺站内，剧集热度已破9122，播出期多次位居爱奇艺热播榜top1，以及海内外6个国家及地区爱奇艺热播榜top1。